# Schœlcher
Schœlcher – miasto na Martynice (departamencie zamorskim Francji); 21 tys. mieszkańców (2006). Czwarte co do wielkości miasto kraju.